# 瓦拉斯區

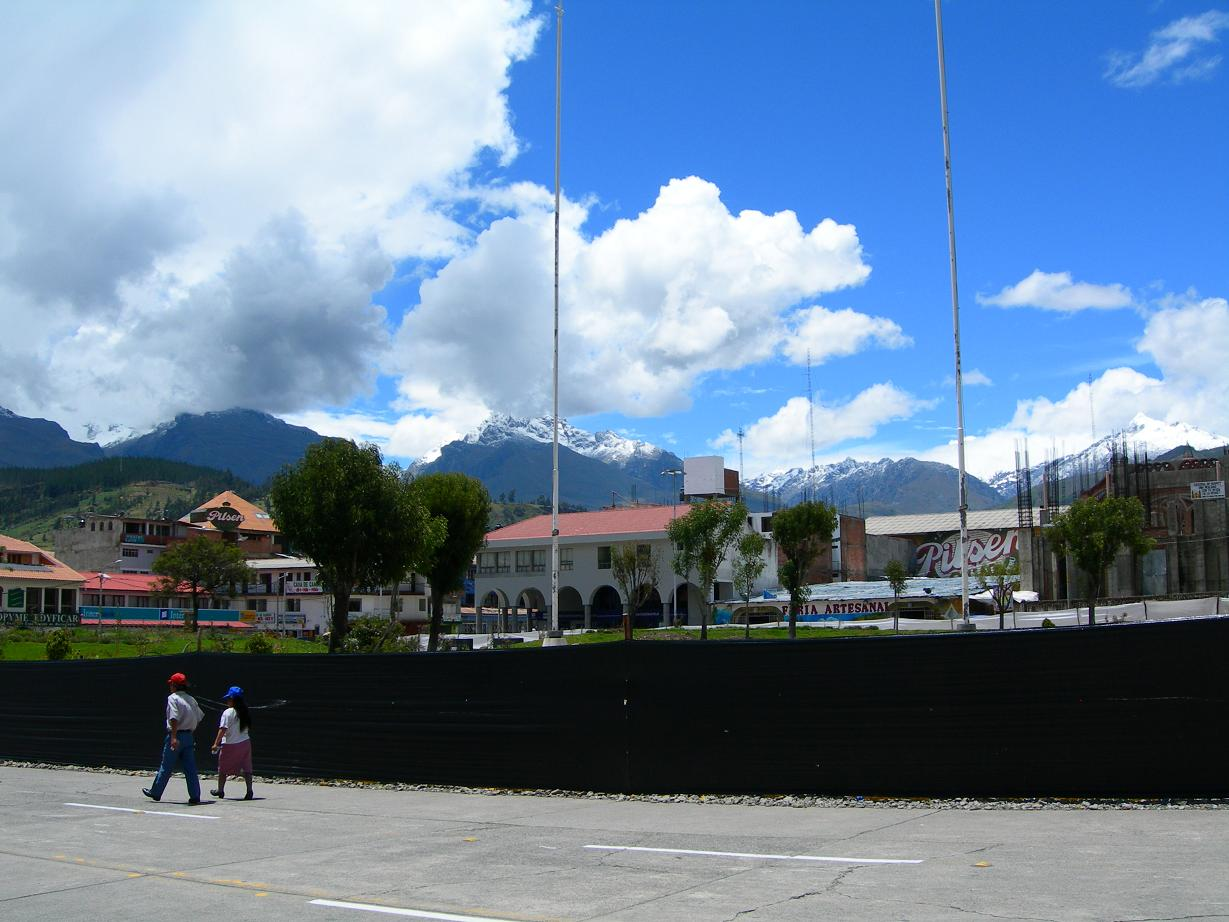

瓦拉斯區（西班牙語：Distrito de Huaraz），是秘魯的一個區，位於該國北部安卡什大區的瓦拉斯省，面積432.99平方公里，海拔高度3,052米，2005年人口52,592，人口密度為每平方公里120人。